# Грушківська сільська рада (Благовіщенський район)
| Грушківська сільська рада — орган місцевого самоврядування у Благовіщенському районі Кіровоградської області з адміністративним центром у с. Грушка. Сільській раді були підпорядковані населені пункти: - с. Грушка - с. Станіславове |

## Склад ради
Рада складалася з 16 депутатів та голови.

### Керівний склад ради
| ПІБ                         | Основні відомості                                                               | Дата обрання | Дата звільнення |
| --------------------------- | ------------------------------------------------------------------------------- | ------------ | --------------- |
| Козловський Пилип Федорович | Сільський голова, 1952 року народження, освіта, безпартійний                    | 26.03.2006   | 31.10.2010      |
| Козловський Пилип Федорович | Сільський голова, 1952 року народження, освіта середня спеціальна, безпартійний | 31.10.2010   |                 |

Примітка: таблиця складена за даними джерела

## Населення
Згідно з переписом УРСР 1989 року чисельність наявного населення сільської ради становила 1927 осіб, з яких 865 чоловіків та 1062 жінки.
За переписом населення України 2001 року в сільській раді мешкало 1675 осіб.

### Мова
Розподіл населення за рідною мовою за даними перепису 2001 року:
| Мова       | Відсоток |
| ---------- | -------- |
| українська | 98,69 %  |
| російська  | 0,95 %   |
| молдовська | 0,24 %   |
| вірменська | 0,12 %   |